# Archidiecezja Maduraj
Archidiecezja Maduraj (łac. Archidioecesis Madhuraiensis, ang. Archdiocese of Madurai) – rzymskokatolicka archidiecezja ze stolicą w Maduraju w stanie Tamilnadu, w Indiach. Arcybiskupi Maduraju są również metropolitami metropolii o tej samej nazwie.

## Historia
8 stycznia 1938 papież Pius XI erygował diecezję Madura. 21 października 1950 papież Pius XII zmienił nazwę diecezji na diecezję Maduraj. 19 września 1953 ten sam papież podniósł ją do rangi archidiecezji metropolitarnej.